# 439th Airlift Wing

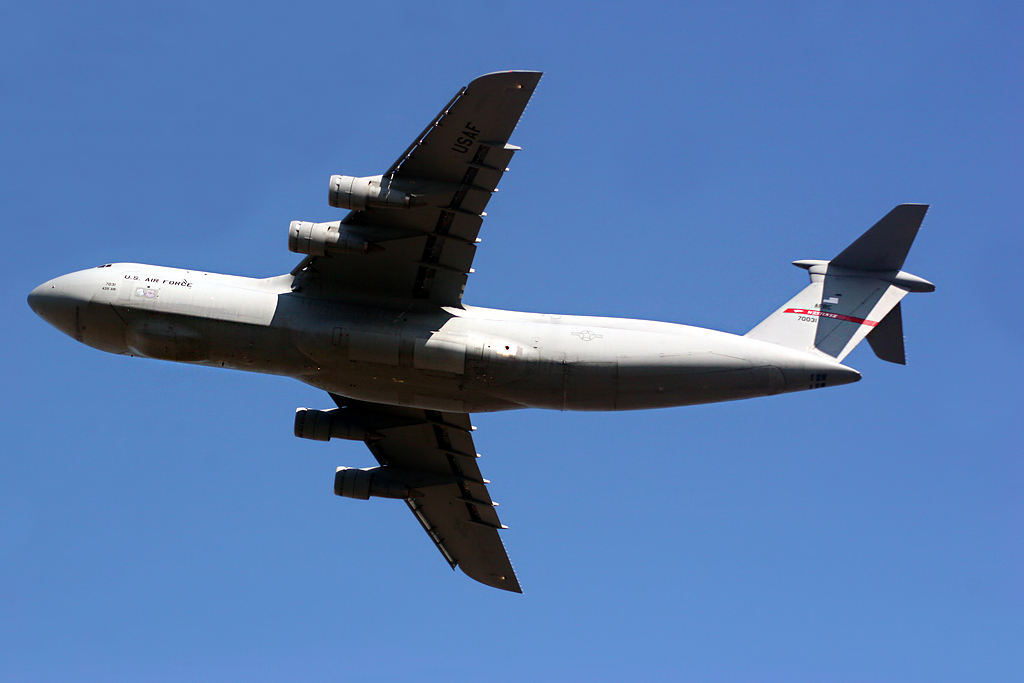
C-5 dello Stormo

Il 439th Airlift Wing è uno Stormo da Trasporto della Air Force Reserve Command, inquadrato nella Fourth Air Force. Il suo quartier generale è situato presso la Westover Air Reserve Base, nel Massachusetts.

## Organizzazione
Attualmente, al settembre 2017, esso controlla:
- 439th Operations Group, striscia di coda rossa con scritta PATRIOT WING bianca e logo dei New England Patriots
  -  337th Airlift Squadron - Equipaggiato con 8 C-5M Super Galaxy
  - 439th Aeromedical Staging Squadron
  - 439th Aerospace Medicine Squadron
  - 439th Operations Support Squadron
  - 439th Airlift Control Flight
- 439th Maintenance Group
  - 439th Maintenance Squadron
  - 439th Aircraft Maintenance Squadron
- 439th Mission Support Group
  - 42nd Aerial Port Squadron
  - 58th Aerial Port Squadron
  - 439th Civil Engineering Squadron
  - 439th Communications Squadron
  - 439th Force Support Squadron
  - 439th Security Forces Squadron
  - 439th Logistics Readiness Squadron